# Stemma del Burundi
Lo stemma del Burundi è stato adottato nel 1966.
Consiste in uno scudo rosso bordato d'oro con al centro una testa di leone dello stesso colore. 
Lo scudo è sorretto da tre lance tradizionali di ferro di colore grigio e bianco, in richiamo alle parole del motto nazionale.
Nella parte inferiore dello stemma appare una cintura d'argento che riporta in lingua francese il motto nazionale, creato da Louis Rwagasore: Unité, Travail, Progrès (Unità, Lavoro, Progresso).